# ريكارود هيغا
ريكارودٌ هيگَ (باليابانية: 比嘉 リカルド) (4 مايو 1973 في كامبيناس في البرازيل – )؛ هو لاعب كرة قدم ياباني سابق كان يلعب كلاعب وسط.

## وصلات خارجية
- ريكارود هيغا على موقع الاتحاد الدولي (مؤرشف)  (الإنجليزية)
- ريكارود هيغا على موقع رابطة كرة القدم اليابانية للمحترفين (اليابانية)